# Baryconus dissimilis
Baryconus dissimilis är en stekelart som först beskrevs av Nixon 1933.  Baryconus dissimilis ingår i släktet Baryconus och familjen Scelionidae. Inga underarter finns listade.